# Rugby a 15 nel 1947

## Attività internazionale

### Altri test
| Bruxelles 23 marzo 1947 | Belgio | 9 – 6 | Paesi Bassi |  |

| Bussum 20 aprile 1947 | Paesi Bassi | 3 – 6 | Belgio |  |

| Verdun 19 ottobre 1947 | Ile de France B | 16 – 3 | Belgio |  |

| Bussum 30 novembre 1947 | Paesi Bassi | 5 – 3 | Belgio |  |

## I Barbarians
Nel 1947 la squadra ad inviti dei Barbarians ha disputato i seguenti incontri:
| Penarth 4 aprile 1947 | Penarth RFC | 10 – 36 | Barbarians |  |

| Cardiff 5 aprile 1947 | Cardiff RFC | 3 – 0 | Barbarians | Arms Park |

| Swansea 7 aprile 1947 | Swansea RFC | 6 – 7 | Barbarians | Saint Helen's |

| Newport 8 aprile 1947 | Newport RFC | 3 – 19 | Barbarians | Rodney Parade |

| Penarth 9 aprile 1947 | East Midlands | 8 – 20 | Barbarians |  |

| Leicester 26 dicembre 1947 | Leicester Tigers | 10 – 15 | Barbarians | Welford Road |

## La Nazionale Italiana
Primi incontri ufficiosi per gli azzurri nel dopoguerra:
| Milano 24 luglio 1947 | Italia XV | 17 – 38 | Comité Lyonnais |  |

| Bologna 27 luglio 1947 | Italia XV | 14 – 21 | Comité Lyonnais |  |

## Campionati nazionali
| Sudafrica            | Currie Cup              | Western Province  |
| Nuovo Galles del Sud | Shute Shield            | Eastern Suburbs   |
| Argentina            | Camp. di Buenos Aires   | C.U.B.A.          |
|                      | Argentino 1947          | Provincia         |
| Francia              | Campionato 1946-47      | Tolosa            |
| Inghilterra          | Campionato delle Contee | Lancashire        |
| Italia               | Campionato              | Ginnastica Torino |
| Romania              | Campionato              | Stadiul Roman     |
| Spagna               | Copa del Rey            | SEU Madrid        |